# Richard Alderson
Richard Alderson (sinh ngày 15 tháng 12 năm 1974) là một cựu cầu thủ bóng đá người Anh thi đấu ở vị trí Tiền vệ chạy cánh.

## Sự nghiệp
Sinh ra ở Darlington, County Durham, Alderson khởi đầu sự nghiệp với Spennymoor United.